# هورنی کوونیتسه
هورنی کوونیتسه (به چکی: Horní Kounice) یک منطقهٔ مسکونی در جمهوری چک است که در ناحیه زنویمو واقع شده‌است. هورنی کوونیتسه ۱۲٫۳۷ کیلومتر مربع مساحت و ۲۶۷ نفر جمعیت دارد و ۳۵۵ متر بالاتر از سطح دریا واقع شده‌است.